# Bimbo (canción)
Bimbo fue una popular canción escrita en 1948 o 1949 por Glenn O'Dell, aunque acreditada a Rodney (Rod) Morris o "Pee Wee" King. La canción fue grabada por Gene Autry y originalmente distribuida en vinilo como un sencillo de 78 rpm en 1954. Se puede encontrar también en el álbum de 1998 Always Your Pal, Gene Autry, un álbum de música "canta-conmigo" cowboy para niños.
Se grabó en 1953 por Jim Reeves en Abbott 148. La canción se incluyó más tarde en el álbum de 1965 Up Through the Years en RCA Victor. La versión de Reeves se convirtió en su segunda canción número 1 en la lista Hot Country Songs de la revista Billboard magazine en enero de 1954, y le ayudó a allanar el camino hasta su actual fama. Como su anterior canción número 1 "Mexican Joe," "Bimbo" fue más un éxito novedoso para Reeves; como tal, "Bimbo" difirió mucho de las suaves baladas "Four Walls" y "He'll Have to Go" que más tarde grabó y lo hicieron famoso.
Una versión cantada Suzi Miller se interpretó en el programa de la radio BBC Children's Favourites durante los años 1950 o 1960.
Una versión noruega se lanzó en 1969 por Rolf Just-Nilsen bajo el título "Bingo" en el sencillo Triola TN 579. Henry Ruud escribió la letra en noruego.
La canción es utilizada como tema principal en el programa cómico radiofónico liverpuliano de John Bishop en "City Talk".